# 58a Brigada Mixta (Exèrcit Popular de la República)
La 58a Brigada Mixta va ser una unitat deml'Exèrcit Popular de la República que va combatre en la Guerra Civil Espanyola.

## Historial
La unitat va ser creada el gener de 1937 a partir d'un batalló pertanyent a la columna «Eixea-Uribe».
Després del període de formació va ser adscrita a la 41a Divisió, en el front de Terol. El juliol del 1937 un dels seus batallons va prendre part en la batalla d'Albarrasí. Mesos després intervindria en la batalla de Terol, havent de fer front als
atacs franquistes sobre les posicions de l'Alto de Celadas y El Muletón, el 14 de gener de 1938. Amb posterioritat passaria a defensar la ciutat de Terol —presa pels republicans— i, novament, les posicions del Mansueto.
Al febrer la unitat va ser adscrita a l'acabada de crear Divisió «Llevant» —o Divisió «L»—, al costat de la 57a Brigada Mixta. Amb aquesta nova divisió es pretenia crear un cos d'exèrcit independent. Després del començament de la ofensiva franquista a Aragó la 58a BM va ser enviada com a reforç al capdavant de combat, si bé no va ser capaç de resistir la pressió enemiga i va haver de retirar-se. Després de la dissolució de la seva divisió la brigada va ser adscrita a la reserva del XXI Cos d'Exèrcit.
Després de la seva reorganització, agregada a la 19a Divisió, va ser enviada al capdavant d'Extremadura. Va arribar a participar en la batalla de la bossa de Mèrida, a l'agost de 1938, si bé la seva intervenció no va ser rellevant. Durant la resta de la contesa no va destacar en cap acció militar de rellevància.

## Comandaments
Comandants en Cap
- Comandant de cavalleria José Sellens Estruch;
- Major de milícies Abelardo Belenguer Alcober;
- Capità d'infanteria Miguel Condés Romero;
- Comandant d'infanteria Esteban Domingo Piña;

Comissaris
- Peregrín Guerra Chuliá, del PSOE;
- Salvador Lluch Claramunt, del PSOE;